# 디스 민즈 워
《디스 민즈 워》(This Means War)는 2012년 개봉한 미국의 로맨틱 코미디 첩보 영화이다. 맥지가 감독하고 사이먼 킨버그가 각본에 참여했으며, 크리스토프 벡이 OST를 작곡했다. CIA 수사관을 연기하는 크리스 파인과 톰 하디가 제품 테스트 회사 CEO인 리스 위더스푼을 놓고 싸우는 내용이다.

## 줄거리
CIA 요원인 프랭클린과 턱. 그들은 파트너, 친구로서 최고의 성과를 내며 활동해왔다. 그러나 사소한 일을 계기로 로런이라는 같은 여자를 좋아하게 되어 그 관계에 균열이 생겨버린다.
두 사람은 직권을 남용하고 중요한 임무라고 속여 정예 팀까지 결성하고 상대 모습을 무인 정찰기와 첩보 위성에서 감시, 도청하거나 데이트 중에 마취 총으로 저격하는 등 로런을 자신의 것으로 만들려고 싸움을 시작한다.

## 출연
- 크리스 파인 - 프랭클린 델러노 루스벨트 "FDR" 포스터 역
- 톰 하디 - 턱 핸슨 역
- 리스 위더스푼 - 로런 스콧 역
- 워런 크리스티 - 스티브, 로런의 전 남자친구 역
- 틸 슈바이거 - 카를 하인리히, FDR과 턱에게 복수하려는 범죄자 역
- 첼시 핸들러 - 트리시, 로런의 절친 역
- 존 폴 루탠 - 조 핸슨, 턱의 아들 역
- 애비게일 스펜서 - 케이티, 턱의 전 아내 역
- 앤절라 배싯 - 콜린스, 상사 역
- 로즈메리 해리스 - 내나 포스터, FDR의 할머니 역
- 제니 슬레이트 - 에밀리, 로런의 조수 역
- 마이클 파퍼존 - 독일인 폭력배 역
- 릴라 서배스타 - 켈리 역
- 로라 밴더보트 - 브리타 역
- 나타시아 말테 - 크세니아 역
- 마이크 도푸드 - 아이번 역
- 레블 윌슨 - 턱의 여형제인 척 하는 배우 역 (편집)
- 데이비드 케크너 - 올리, 턱의 아버지인 척 하는 배우 역 (편집)

## 제작
원래는 1998년 마틴 로런스 주연으로 제작에 들어간다고 발표되었으며, 2001년 크리스 록이 공동 주연을 맡는 조합으로 발전되었으나 무산되었다. 이후 제작에 돌입하기까지 세스 로건, 샘 워딩턴, 브래들리 쿠퍼, 콜린 패럴, 저스틴 팀버레이크 등이 출연을 거절하거나 하차한 것으로 알려졌다.
주요 촬영은 2010년 9월 13일부터 12월 1일까지 밴쿠버에서 진행됐다.